# 霍普 (紐約州非建制地區)
霍普（英語：Hope）是一個位於美國紐約州漢密爾頓縣的鎮。

## 人口
根據2020年美國人口普查的數據，霍普的面積為5.00平方千米，皆為陸地。當地共有人口500人，而人口密度為每平方千米100人。